# Abu-Bakr Muhàmmad ibn Ammar
Abu-Bakr Muhàmmad ibn Ammar ibn Hussayn ibn Ammar Dhu-l-Wizaratayn (àrab: أبو بكر محمد بن عمار بن حسين بن عمار ذو الوزارتين, Abū Bakr Muḥammad b. ʿAmmār b. Ḥusayn b. ʿAmmār Ḏū l-Wizāratayn), més conegut simplement com a Ibn Ammar (prop de Xilb 1031-Ixbíliya 1086), fou un poeta i visir de l'Àndalus.
Va estudiar a Silves i Còrdova. Va fer alguns panegírics per reis andalusos sense èxit i el 1053 va arribar a Sevilla i va fer un panegíric per a l'emir Abbad ibn Muhàmmad al-Mútadid. A l'emir li va agradar i el va convertir en poeta de la cort. Va acompanyar el príncep Abu-l-Qàssim Muhàmmad ibn Abbad (amb qui havia fet amistat) a Silves quan fou nomenat governador de la comarca, però van córrer rumors d'una amistat excessiva i al-Mútadid va cridar al seu fill a Sevilla el 1058 i va ordenar al poeta sortir dels seus dominis. Se'n va anar a Saragossa i des d'allí va dirigir elogis al rei sevillà buscant el perdó, sense èxit. El 1069 va morir al-Mútadid i va pujar al tron el seu amic Muhàmmad (amb el títol d'al-Mútamid) i llavors fou cridat a la seva cort.
En endavant va quasi abandonar la poesia i es va dedicar a la política. Fou nomenat governador de Silves (1070) i després va esdevenir visir o primer ministre del rei. Va annexionar Còrdova a Sevilla i va traslladar la cort a aquella ciutat; l'any següent es va desfer de l'antic visir, Ibn Zaydun (que havia estat visir sota al-Mutadid), el qual va enviar a Sevilla; la reina favorita Itimad li era hostil però la va poder dominar i va acabar controlant totalment al rei i a dirigint l'estat.
La seva política era d'expansió i per això considerava necessària l'aliança amb els castellans (Alfons VI de Lleó i de Castella), als quals va augmentar el tribut que pagava. Emfortit amb aquesta aliança va intentar conquerir Granada i després Múrcia, sense èxit.
Va recomanar l'ocupació de Múrcia al rei de Sevilla; es va aliar a Barcelona que a canvi d'un pagament va accedir a participar; com a ostatges del tracte concertat van quedar un nebot del comte Ramon Berenguer II i un fill del rei de Sevilla (Raixid ibn Muhammad); els catalans van complir la seva part del pacte i van atacar Múrcia, però en veure que els sevillans no arribaven, van empresonar a Raixid; llavors els sevillans el van voler rescatar per la força i, com que no ho van aconseguir, van empresonar al nebot del comte; es van iniciar negociacions i finalment es van intercanviar els ostatges, però l'aliança es va trencar. Llavors Ibn Ammar amb l'exèrcit sevillà va voler conquerir Múrcia sense ajut; va ocupar Cartagena. A Múrcia es va produir llavors un cop d'estat i el rei Muhàmmad fou enderrocat i empresonat, i va ser substituït pel seu fill Abd-ar-Rahman Abu-Abd-Al·lah ibn Muhàmmad (1078). Les tropes sevillanes van seguir la campanya el 1079 i es van imposar a Mula, Alacant i Oriola, cosa que deixà Múrcia assetjada. La ciutat fou ocupada mercès a la traïció d'Ibn Rashik, valí de Bilj (Vilches). Abd-ar-Rahman fou fet presoner, però es va poder escapar cap a València. Ibn Ammar en revenja va cridar a la revolta als valencians, en contra les ordes del rei sevillà.
El fill d'Ibn Zaydun (ara visir) va denunciar a Ibn Ammar al rei. Els dos homes eren poetes i es van creuar versos punyents. Ibn Ammar finalment es va declarar sobirà independent de Múrcia potser el 1081. Es va dirigir llavors contra Toledo, deixant a Múrcia com a virrei a Ibn Rashik, que el va trair i es va apoderar del tron. Ibn Ammar va fugir a Saragossa amb Yússuf ibn Àhmad al-Mútaman al servei del qual va entrar i va participar en algunes expedicions victorioses fins que en una d'elles a Segura, l'agost del 1084, fou capturat.
Durant el seu captiveri va retornar a la poesia i va escriure a al-Mútamid demanant-li perdó i ajut, però el rei sevillà volia venjança i el va comprar i el va traslladar a Còrdova carregat de cadenes i passejat per un ase, i després a Sevilla on el va humiliar davant tota la ciutat; va refusar totes les peticions de clemència; per un error d'Ibn Ammar explotat pel fill del visir Ibn Zaydun, que ara ocupava el lloc del seu pare, el rei va tenir un atac de ràbia i el va matar de pròpia mà (1086).